# Amystax
Amystax är ett släkte av skalbaggar. Amystax ingår i familjen vivlar.
Kladogram enligt Catalogue of Life:
| Amystax | \| \| Amystax fasciatus \| \| \| \| |
|         | \| \| Amystax fasciatus \| \| \| \| |
|         | Amystax fasciatus                   |
|         |                                     |